# Nycticorax olsoni
La nitticora dell'Ascensione (Nycticorax olsoni, Bourne, Ashmole & Simmons, 2003) era un uccello appartenente alla famiglia degli Ardeidi, endemico dell'isola di Ascensione nell'Oceano Atlantico.
La specie è stata identificata grazie agli studi compiuti da William Richmond Postle Bourne, Philip Ashmole e Kenneth Edwin Laurence Simmons a partire da alcuni resti ossei ritrovati nelle caverne e nei depositi di guano dell'isola.
L'animale si è estinto probabilmente nel corso del XVI secolo a seguito della colonizzazione umana dell'isola che ha comportato l'introduzione nell'ecosistema di specie che hanno interferito con le sue abitudini di nidificazione (in particolare topi e gatti).
Il suo nome scientifico omaggia Storrs Olson, primo scopritore dei resti di questa specie.